# 영남제일로
영남제일로(Yeongnamjeil-ro)는 경상북도 의성군 단밀면 낙단교 남단과 상주시 화남면 경상북도계를 잇는 경상북도의 도로이다. 본래 전 구간이 국도 제25호선으로 지정되어 있었지만 2004년 구미 ~ 상주 구간이 낙동대로로 이설되어 상주시 시내 이남 구간은 일부 국도와 지방도 지정만 남아있다.

## 역사
- 2009년 7월 10일 : 2개 이상 시·도에 걸쳐 있는 도로로 영남제일로를 고시[1]

## 주요 경유지
경상북도
- 의성군 단밀면 - 상주시 (낙동면 - 동문동 - 계림동 - 북문동 - 남원동 - 내서면 - 화서면 - 화남면)

## 노선
| 이름            | 접속 노선                 | 소재지                                | 소재지                                    | 비고                                            |
| --------------- | ------------------------- | ------------------------------------- | ----------------------------------------- | ----------------------------------------------- |
| (낙정)          | 지방도 제912호선 (도안로) | 의성군                                | 단밀면                                    | 지방도 제912호선 구간                           |
| 낙단교          |                           | 의성군                                | 단밀면                                    | 지방도 제912호선 구간                           |
| 상주시          | 낙동면                    |                                       |                                           | 지방도 제912호선 구간                           |
| 상주시          | 낙동면                    | 낙동삼거리                            | 국도 제59호선 지방도 제912호선 (선상동로) | 지방도 제912호선 구간 국도 제59호선 구간        |
| 상주시          | 낙동면                    | 낙동버스정류장                        |                                           | 국도 제59호선 구간                              |
| 상주시          | 낙동면                    | 구잠삼거리                            | 국도 제59호선 (상주다인로)                | 국도 제59호선 구간                              |
| 상주시          | 낙동면                    | 낙동고개                              |                                           | 상주시도 제42호선 구간                          |
| 상주시          | 낙동면                    | 구산교                                | 국도 제25호선 (낙동대로)                  | 상주시도 제42호선 구간                          |
| 상주시          | 낙동면                    | 백두점사거리                          | 삼봉로 분황1길                            | 상주시도 제42호선 구간                          |
| 상주시          | 낙동면                    | 장천교                                |                                           | 상주시도 제42호선 구간                          |
| 상주시          | 낙동면                    | (화산입구)                            | 장천1길                                   | 상주시도 제42호선 구간                          |
| 상주시          | 낙동면                    | 신상삼거리                            | 덕암로                                    | 상주시도 제42호선 구간                          |
| 상주시          | 낙동면                    | 성동교                                | 국도 제25호선 (낙동대로)                  | 상주시도 제42호선 구간                          |
| 상주시          | 헌신 교차로               | 국도 제25호선 (낙동대로)              | 동문동                                    |                                                 |
| 상주시          | 외답농공단지              | 헌신공단길                            | 동문동                                    |                                                 |
| 상주시          | 상주 나들목               | 45호선 중부내륙고속도로               | 동문동                                    |                                                 |
| 상주시          | 외답삼거리                | 경천로                                | 동문동                                    |                                                 |
| 상주시          | 화개삼거리                | 삼백로                                | 동문동                                    |                                                 |
| 상주시          | 화개교                    |                                       | 동문동                                    |                                                 |
| 상주시          | 계룡교 교차로             | 지방도 제916호선 (아리랑로)           | 계림동                                    | 지방도 제916호선 구간                           |
| 상주시          | 복룡과선교                |                                       | 계림동                                    | 지방도 제916호선 구간                           |
| 상주시          | 상산교사거리              | 지방도 제916호선 (냉림1길)            | 계림동                                    | 지방도 제916호선 구간                           |
| 상주시          | 후천교사거리              | 상산로                                | 계림동                                    |                                                 |
| 상주시          | 북천교 교차로             | 국도 제3호선 국도 제25호선 (경상대로) | 북문동                                    | 국도 제25호선 구간                              |
| 상주시          | 자산교사거리              | 봉서로 토성로                         | 북문동                                    | 국도 제25호선 구간                              |
| 상주시          | 연원1교                   |                                       | 북문동                                    | 국도 제25호선 구간                              |
| 상주시          | 남원동                    |                                       |                                           | 국도 제25호선 구간                              |
| 상주시          | (쑤안마을)                | 중앙로                                |                                           | 국도 제25호선 구간                              |
| 상주시          | 서보교                    |                                       |                                           | 국도 제25호선 구간                              |
| 상주시          | 남장교                    | 남장범골길 남장1길                    |                                           | 국도 제25호선 구간                              |
| 상주시          | 능암교                    | 능암2길 능암4길                       | 내서면                                    | 국도 제25호선 구간                              |
| 상주시          | 내서삼거리                | 지방도 제901호선 (신촌2길)            | 내서면                                    | 국도 제25호선 구간 지방도 제901호선 구간        |
| 상주시          | 신촌교                    |                                       | 내서면                                    | 국도 제25호선 구간 지방도 제901호선 구간        |
| 상주시          | 낙서리                    | 지방도 제901호선 (백화로) 낙서1길     | 내서면                                    | 국도 제25호선 구간 지방도 제901호선 구간        |
| 상주시          | 낙서교                    |                                       | 내서면                                    | 국도 제25호선 구간                              |
| 상주시          | (낙서교 동단)             | 어산로                                | 내서면                                    | 국도 제25호선 구간                              |
| 상주시          | 박원고개                  |                                       | 내서면                                    | 국도 제25호선 구간                              |
| 상주시          | 하송삼거리                | 문장로                                | 화서면                                    | 국도 제25호선 구간                              |
| 상주시          | 화령                      |                                       | 화서면                                    | 국도 제25호선 구간 해발 320m                    |
| 상주시          | 수청거리삼거리            | 국가지원지방도 제49호선 (상곡로)      | 화서면                                    | 국도 제25호선 구간 국가지원지방도 제49호선 구간 |
| 상주시          | 화서 나들목               | 30호선 서산영덕고속도로 화령로        | 화서면                                    | 국도 제25호선 구간 국가지원지방도 제49호선 구간 |
| 상주시          | 신봉네거리                | 국가지원지방도 제49호선 (중화로)      | 화서면                                    | 국도 제25호선 구간 국가지원지방도 제49호선 구간 |
| 상주시          | 평온교                    | 평온동관로                            | 화남면                                    | 국도 제25호선 구간                              |
| 보청대로와 직결 |                           |                                       |                                           |                                                 |

## 주요 건물 및 시설
- 낙동면의용소방대 (경상북도 상주시 낙동면 영남제일로 61-7)
- 낙동버스정류장 (경상북도 상주시 낙동면 영남제일로 87)
- 낙동파출소 (경상북도 상주시 낙동면 영남제일로 105)
- 낙동초등학교 신상분교(폐교) (경상북도 상주시 낙동면 영남제일로 841)
- 상주곶감유통센터 (경상북도 상주시 영남제일로 1154)
- 한국도로공사 상주지사 (경상북도 상주시 영남제일로 1234)
- 상주시국민체육센터 (경상북도 상주시 영남제일로 1432)
- 상주장례식장 (경상북도 상주시 영남제일로 1953)
- 상주문화체험장 (구 내서초등학교, 경상북도 상주시 내서면 영남제일로 2521)
- 낙서초등학교 (경상북도 상주시 내서면 영남제일로 3173)
- 내서중학교 (경상북도 상주시 내서면 영남제일로 3239)
- 낙서초등학교 서원분교(폐교) (경상북도 상주시 내서면 영남제일로 3537)
- 화남보건지소 (경상북도 상주시 화남면 영남제일로 4627)
- 화남치안센터 (경상북도 상주시 화남면 영남제일로 4636)
- 평온초등학교(폐교) (경상북도 상주시 화남면 영남제일로 4690)